# Quest (barco)
El Quest fue un barco de vapor de baja potencia con vela que navegó desde 1917 hasta que se hundió en 1962. Más conocido como el barco de exploración polar de la Expedición Shackleton-Rowett de 1921-1922. Fue a bordo de este barco que Sir Ernest Shackleton murió el 5 de enero de 1922 mientras el barco se encontraba en un puerto de Georgia del Sur. Antes y después de la expedición de Shackleton-Rowett, el Quest operaba en el servicio comercial como un barco de caza de focas. Este barco también fue el principal buque de expedición de la expedición de la ruta aérea británica del Ártico a la costa este de la isla de Groenlandia en 1930-1931.
El barco medía 111 pies (34 m) de largo, tenía una manga de 24 pies (7.3 m) y un calado de 12 pies (3.7 m). La embarcación fue clasificada como una embarcación de 209 y 214 toneladas de arqueo de registro bruto, posiblemente debido a la reparación de 1924 que se describe a continuación.

## Expedición Shackleton-Rowett

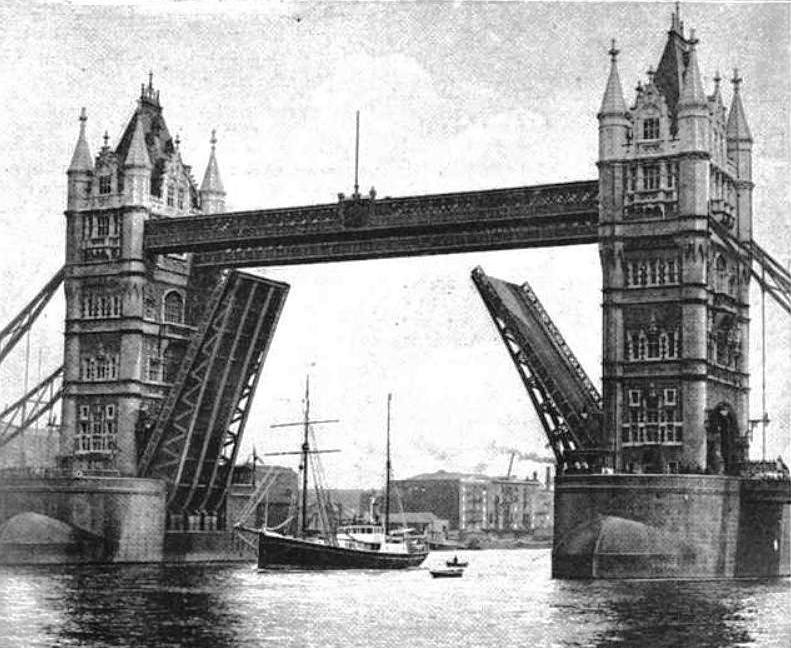
El Quest debajo del puente de Torre, 1921

El Quest se construyó en Risør, Noruega, en 1917 con el nombre de Foca I o Foca II. Se dedicaba a la caza de focas. Fue la nave preparada para la Expedición Shackleton-Rowett de 1921-1922. La embarcación pasó a llamarse Quest por Lady Emily Shackleton, esposa del líder de la expedición Ernest Shackleton. Costeado por el financiero de la expedición, John Quiller Rowett, se adaptó al Quest para la expedición con modificaciones supervisadas por el maestro de vela Frank Worsley, incluida la instalación de nuevas instalaciones y la adición de un camarote. Shackleton era miembro del Real Escuadrón de Yates, por lo que para esta travesía el Quest llevó el sufijo RYS e izó el pabellón blanco inglés.
Navegando desde Londres hacia el Océano Antártico el 17 de septiembre de 1921, el barco llegó a Georgia del Sur el 4 de enero de 1922. La noche siguiente, Shackleton, el comandante de la expedición, murió a bordo del barco mientras estaba anclada en Grytviken. Esto puso fin a todas las perspectivas de que la expedición llevara a cabo su programa original de exploración de la costa antártica de la Tierra de Enderby. Dirigido por Frank Wild, el Quest llevó a cabo un breve estudio de la zona del Mar de Weddell antes de regresar al Atlántico Sur. La embarcación alcanzó el archipiélago de Tristan da Cunha a principios de mayo, y en la Isla Inaccesible, el ornitólogo Hubert Wilkins tomó especímenes tipo del ave Nesospiza wiwlkinsi.
La expedición regresó a Inglaterra en julio de 1922, después de haber publicado resultados decepcionantes que se atribuyeron tanto al alcoholismo del comandante Wild como a las deficiencias del desempeño del Quest en el hielo marino polar. La débil potencia del motor de la nave causó dificultades continuas y la rectitud de la roda le hizo inadecuado para su uso en mares helados.

## Ruta Aérea Británica del Ártico
En 1924, el Quest se modificó en Noruega. Durante la remodelación, el camarote usado durante la Expedición Shackleton-Rowett fue extraído para su uso en tierra. En 1928, el buque reacondicionado participó en un esfuerzo por rescatar a los sobrevivientes del accidente del dirigible Italia en el Ártico. En 1930, el envejecido barco era descrito como un "manga ancha, barco rechoncho y pequeño, cubiertas con engranajes apilados", sirvió como el principal buque de expedición y transporte para los exploradores de la Ruta Aérea Británica del Ártico desde Londres al este de Groenlandia en 1930.

## Estado actual
El Quest regresó al servicio como un barco para la caza de focas después de 1930. En 1935, fue utilizada por la British East Greenland Expedition. Durante la Segunda Guerra Mundial, el barco de casco de madera fue puesto en servicio como barredor de minas y como buque de carga ligera. La pequeña nave regresó a las tareas de caza de foca en 1946. El 5 de mayo de 1962, mientras se encontraba en una expedición de caza de focas el Quest se hundió en el hielo, en la costa norte de Labrador. La tripulación fue salvada.En junio de 2024, el buque naufragado fue descubierto a 390 metros de profundidad frente a las costas de Terranova (Canadá).
Partes de los antiguos camarotes, incluidos los camarotes de Shackleton en 1921-1922, sobreviven y, desde febrero de 2010, están siendo restaurados en Sandefjord. El South Georgia Heritage Trust Norway (SGHT Norway) anunció sus planes de devolver el hogar final de Shackleton a Georgia del Sur; la cabina se encuentra en el Museo de Georgia del Sur en Grytviken. La fecha proyectada de transporte e instalación esta entre 2011-2012.
La Biblioteca Estatal de Nueva Gales del Sur en Sídney, Australia, conserva una colección de archivos de 476 fotografías de la Expedición Quest/Shackleton-Rowett.